# فيرفكس فوكس
فَيَرفُكس فوكَس (بالإنجليزية: Firefox Focus)‏ هو متصفح يزعم يُصّرح أنهُ يهتم بالخصوصية، تم تطويره على أساس متصفح موزيلا فايرفوكس، ومتاح على أجهزة أبل وآي فون وآي باد، وآي بود تاتش، وأندرويد.

## الحماية من التعقب
يؤكد هذا المُتصفح بأنهُ «يؤدي إلى تصفح الإنترنت بدون تتبع، لتحسين سرعة التصفح وحماية خصوصية المستخدمين».